# 鋳掛屋

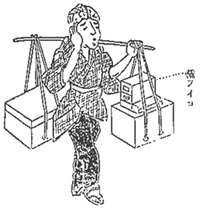
『守貞謾稿』巻六より「鋳鐵師」

鋳掛屋（いかけや、英語: tinker）とは、鋳掛を行う職人のこと。
鋳造された鍋、釜などの鋳物製品の修理・修繕を行う職業。鋳かけ、または「鋳鐵師」との表記もなされる。

## 語源
「いかけや」の語源は、金属を「鋳て」（溶かして）「かける」から。
一方、英語のtinkerは『いじくり廻す』の意味を持ち、ハンダ付けで同じく鍋釜の修理をしていた鋳掛屋を指すが、語源はtin（錫、錫鍍金鉄板・ブリキ）ではなく、日本同様に呼び巡る際に、鍋釜を叩いて鳴らす擬音のtink（中期英語で『チリンチリン』の意）である。

## 概要
日本においては、鋳物師（いもじ）から分化した職人で、継ぎ掛けに用いたはんだの一種で錫と鉛の合金である白鑞（しろめ）の利用が広まった17世紀の江戸期になってから専業化したとされる。
江戸時代から昭和期にかけての炊事具である鍋や釜は主に鋳鉄製であったが、当時の鋳造技術では溶けた鉄を型に流し込む際にムラが生じ、出来上がった製品に鬆（ス・隙間の事）が入りやすい。使用中にもひび割れ等により穴が開くことがあった。その一方、「月夜に釜を抜かれる」といったことわざにあるように鍋釜を含む金属類は盗賊が狙うような貴重品であった。そのため穴が開いたとしても容易に捨てることはなく、補修を繰り返しながら使っていた。金属器の修理業者が鋳掛屋である。
鋳掛屋は町中や村々を呼び巡り、声をかけられたら仕事をした。道具箱のなかにふいごを持参しているのが普通であった。融点の低い鋳鉄で鋳造された当時の鍋・釜の穴やひび割れを直すために鋳鉄片を溶融しうるだけの熱量は、携帯できる程度の簡易な装備でも確保しえたのである。

### 日本の鋳掛屋商売の衰亡

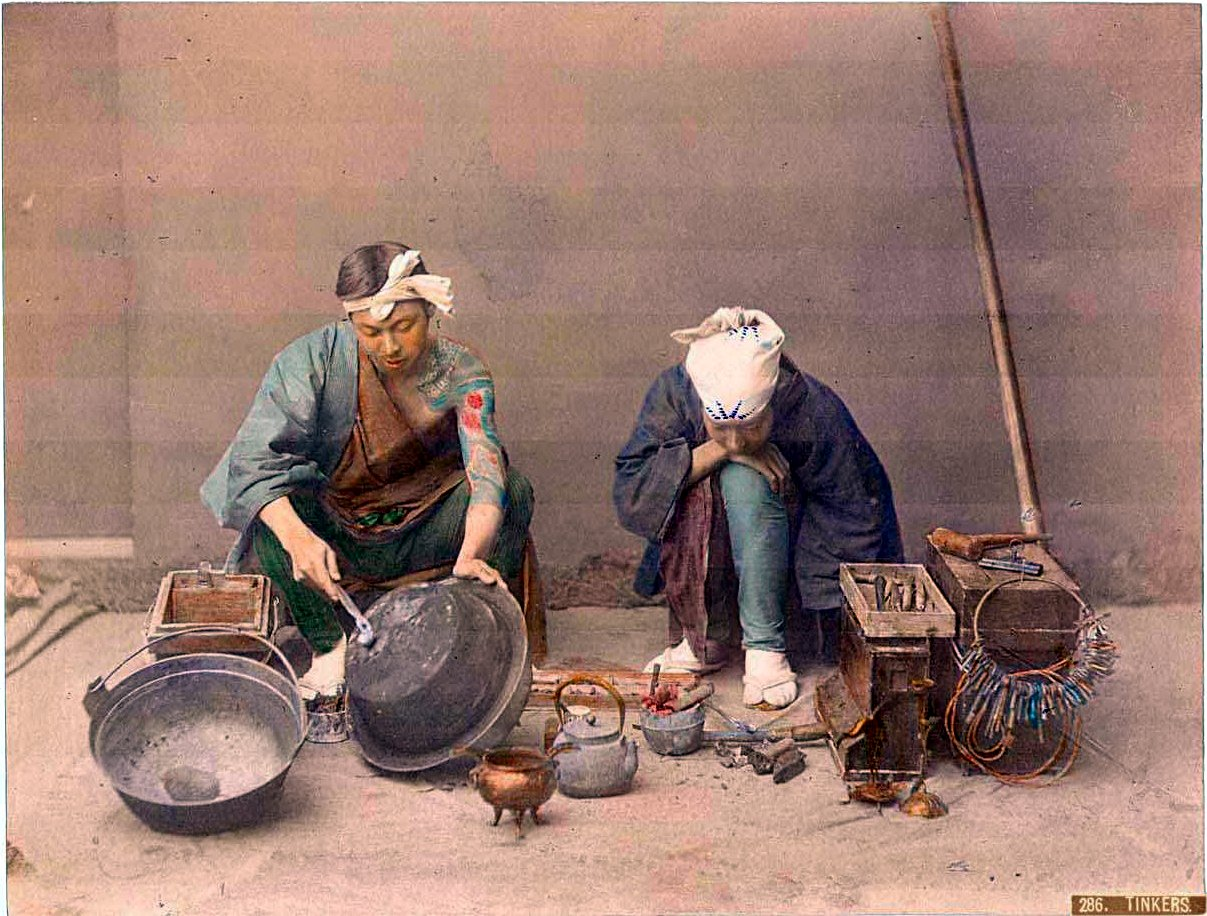
明治・大正期の鋳掛屋（日下部金兵衛撮影）

明治、大正時代までは鍋・釜の品質が向上しなかったので鋳掛屋商売も成り立っていたが、昭和期に入ると近代工業で大量生産されたプレス成型のアルミ鍋等が流通するようになり、これらは流しの鋳掛屋が簡単に補修できるものではなく、また価格の下落により敢えて修理する必要も感じられなくなり、急速に廃れてゆくことになる。ただし、鋳掛の技術そのものは現在でも必要とされ、小型の鐘、大釜などを片手間に鋳掛ける鋳造業者もある。
上の川柳は、仕事を始めた鋳掛屋がいきなり煙草で一服するのをおかしがる内容。炉の温度が上がるまでは手持ち無沙汰のため、のっけから休憩のような光景がしばしばみられた。「すてっぺんから」とは「最初から」という意味。
今日、鋳掛屋商売を見かけることは全くなくなったが、昭和40年代までは大阪の街中を「いかけ、鍋釜、バケツいか〜け」の売り声で商いをしていた。

## 文化
ティンカーベル
ピーター・パンの物語に登場するティンカー・ベルの生業も鋳掛屋である。
tinker's damn, tinker's curse（ cuss ）
英語で、ほとんど価値のないものの意で、壊れ物を修理する鋳掛屋でも悪態をつくようなものかはんだ合金を貯めるダムかなど諸説ある。tinker's damnから発展した言い回しが、cuss（罵倒・悪口・呪いの言葉）を経由して、 tinker's curse（呪い） となったされる。
ドイツ語：Kesselflicker
ドイツには鋳掛屋のように飲む/叱る/殴る/怒鳴るという表現がある。
大阪弁の「いかけ屋」
大阪弁では「夫婦仲良く外出する」という意味になっていた。文化年間（1804年－1818年）に夫婦のいかけ屋が人気を集めていたからだという。「今日は徳さんとこ、芝居行くンかいな。いかけ屋やなあ」という言い方をしていた。
上方落語の演目「いかけ屋」でも、「鋳掛屋だけによくくっつくな」「鋳掛屋は鋳掛屋どうしくっつくな」などと子どもからからかわれている。